# Trichaphodius viduus
Trichaphodius viduus är en skalbaggsart som beskrevs av Rudolph Petrovitz 1966. Trichaphodius viduus ingår i släktet Trichaphodius och familjen Aphodiidae. Inga underarter finns listade i Catalogue of Life.